# Pourquoi Pas ? IV
Pour les articles homonymes, voir Pourquoi pas.
Le Pourquoi Pas ? IV est le quatrième navire baptisé Pourquoi Pas ? par le commandant Jean-Baptiste Charcot. Il a servi à la seconde expédition antarctique de cet explorateur.

## Histoire
En 1907, Jean-Baptiste Charcot lance une nouvelle expédition antarctique et commande la construction d'un nouveau Pourquoi Pas ?, le quatrième du nom, bateau d'exploration polaire de 57 m hors-tout gréé en trois-mâts barque, équipé d'un moteur à vapeur et comportant trois laboratoires et une bibliothèque. Il est construit à Saint-Malo sur les plans de François Gautier et les demandes et indications de Charcot.
En 1908, Charcot part avec le Pourquoi Pas ? IV hiverner sur l'île Petermann (Antarctique) pour sa deuxième expédition polaire. Lors de cette expédition, plusieurs membres de l'équipage dont Charcot sont atteints du scorbut. L'expédition est de retour en France en juin 1910 après un nouvel hivernage riche de découvertes sur le plan scientifique. Le tracé de l'île terre Alexandre est accompli et une nouvelle terre est découverte, la terre de Charcot.
En 1912, le Pourquoi Pas ? devient le premier navire-école de la marine française. À cette occasion sa coque sera repeinte de couleur noire. Elle redeviendra blanche à partir de 1918 car Charcot effectue de nouveau, avec le bateau, des missions scientifiques en Atlantique Nord, en Manche, en Méditerranée et aux îles Féroé, principalement pour des études de lithologie et de géologie sous-marine au moyen de dragages, dont Charcot a mis au point le matériel et les méthodes.
À partir de 1925, atteint par la limite d'âge, Charcot perd le commandement du navire, mais demeure à bord en qualité de chef des missions scientifiques. Le navire, commandé par l'officier des équipages Le Conniat, effectue de multiples navigations vers les glaces de l'Arctique. Le peintre Marin-Marie embarque en 1925 et participe à deux campagnes dans l'Arctique d'où il rapporte de nombreux croquis et dessins de ses relevés. En 1926, Charcot, accompagné de Paul Remy, explore la côte orientale du Groenland avec le Pourquoi Pas ? et ramène une abondante récolte de fossiles et de nombreux échantillons d'insectes et de flore.
En 1928, le Pourquoi Pas ? IV part à la recherche du gros hydravion français Latham 47 disparu avec à son bord le grand explorateur norvégien Roald Amundsen alors qu'eux-mêmes étaient à la recherche du général italien Umberto Nobile parti survoler le pôle Nord à bord du dirigeable Italia et dont on était sans nouvelle.
En 1934, Charcot avec le Pourquoi Pas ? IV commandé par Auguste Chatton, installe au Groenland la mission ethnographique dirigée par Paul-Émile Victor, qui séjourne pendant un an à Angmagsalik pour vivre au milieu d'une population Inuit. En 1935, Charcot avec le Pourquoi Pas ? IV revient chercher Victor et ses trois compagnons (Robert Gessain, Pérez et Fred Matter) et poursuit des relevés pour l'établissement de la cartographie de ces régions. Le 16 septembre, une tempête cyclonique souffle et ravage les côtes de l’Islande, mais le bateau parvient à l'éviter et se réfugie dans un petit port.
En septembre 1936, de retour de mission au Groenland, où il est allé livrer du matériel scientifique à la mission de Paul-Émile Victor qui vient de traverser l'inlandsis en 50 jours, après avoir rempli une mission de sondage, le Pourquoi Pas ? IV fait une escale à Reykjavik le 3 septembre pour faire réparer sa chaudière. Ils repartent le 15 septembre en direction de Saint-Malo, mais le bateau est pris le 16 septembre dans une violente tempête cyclonique et se perd corps et biens en s'échouant sur les récifs d'Álftanes à Mýrar à proximité d'Akranes au Nord de Reykjavik. Le naufrage fait 23 morts, 17 disparus et un seul survivant (Eugène Gonidec, le maître timonier, secouru par l'Islandais Kristján Þórólfsson, âgé de 19 ans) qui rédige le dernier rapport sur le naufrage. Jean-Baptiste Charcot y périt à l'âge de 69 ans.
En octobre 1936, Thibaut de Rugy, matelot télégraphiste sur le Pourquoi Pas ? pendant l'expédition 1935, dressera dans la revue Études le portrait de ses camarades disparus.
Depuis avril 2016, une association travaille sur une possible construction d'un nouveau Pourquoi Pas ? à Saint-Malo, qui serait à la fois un navire scientifique et un bateau-école.

### Expéditions
Expéditions :
- Antarctique : 1908 à 1910 ;
- Arctique : 1921, 1925, 1927, 1928, 1930, 1931-1933, 1934, 1935, 1936.

## Caractéristiques et équipements
Équipements océanographiques : chaluts, dragues, filets, sondeurs, bouteilles à eau et thermomètres.

## Galerie
[[Fichier:|vignette]]

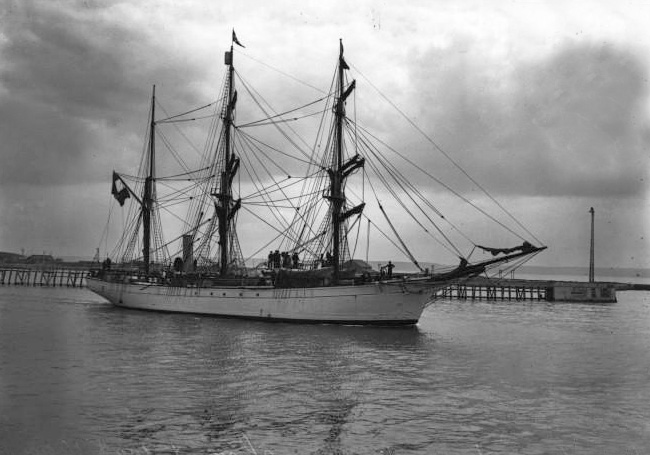
Le Pourquoi Pas ? IV au Havre (15 août 1908).
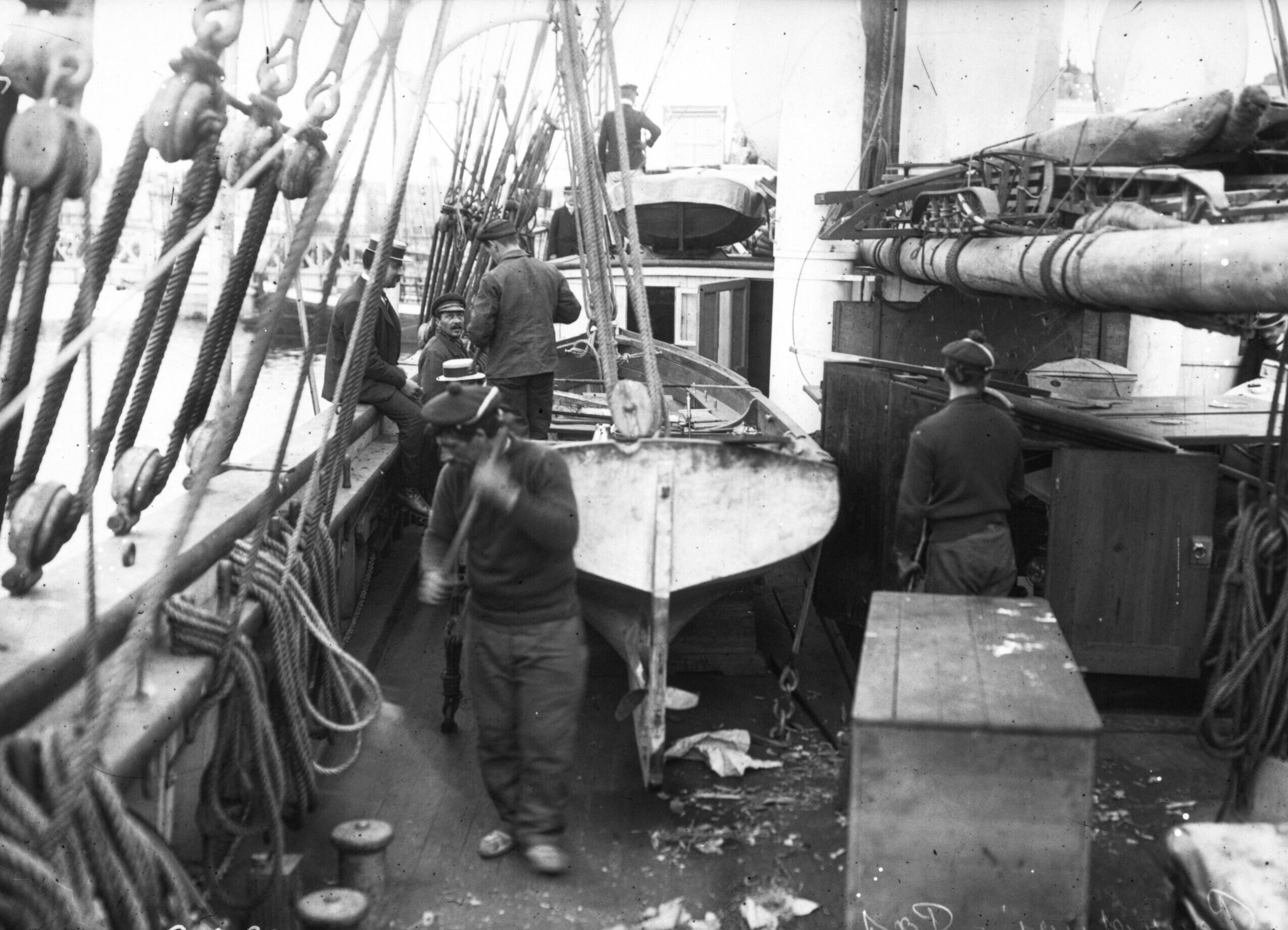
Sur le pont du navire (15 août 1908).
Itinéraire du Pourquoi Pas ? IV en Antarctique (deuxième expédition antarctique française, dirigée par Charcot).
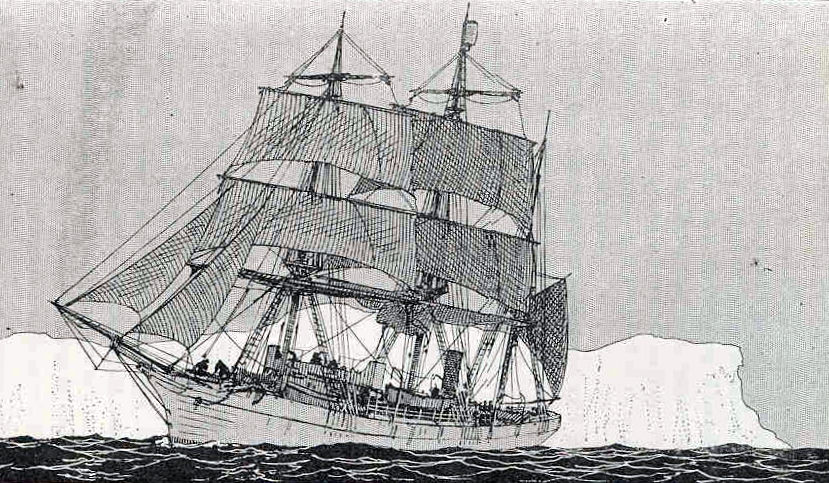
Le Pourquoi Pas ? IV en Antarctique (gravure 1917).
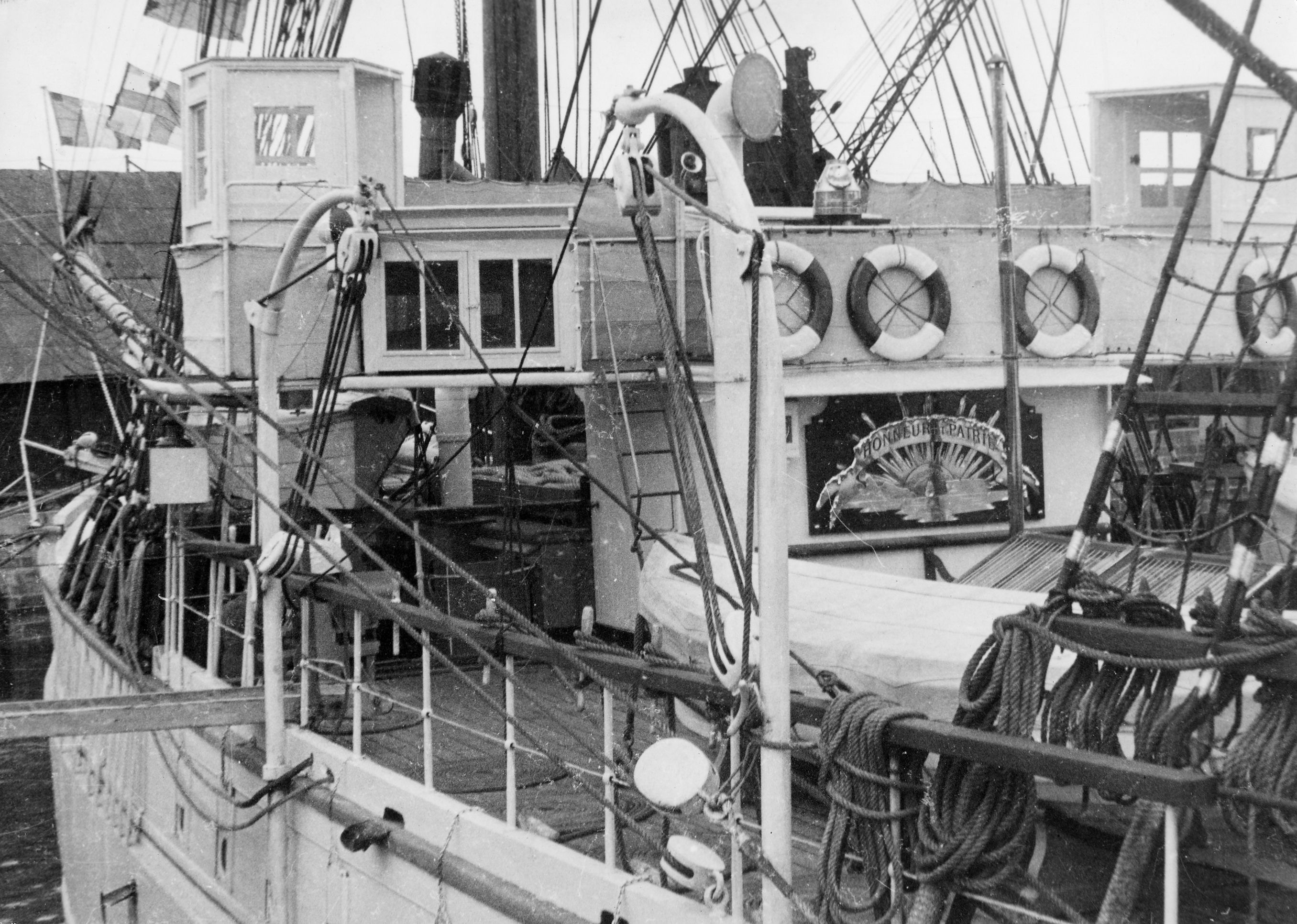
Vue de l’arrière de la timonerie.
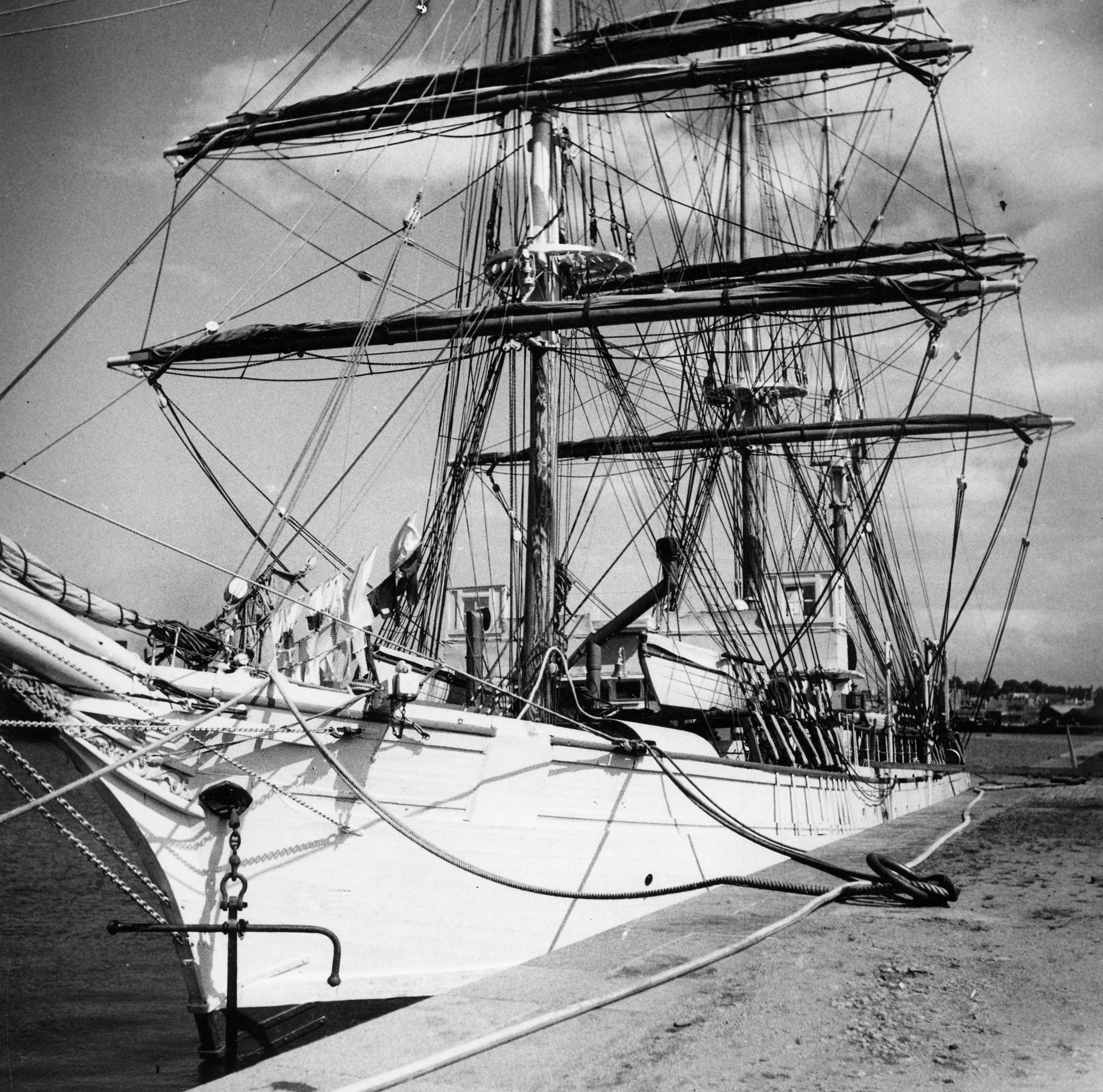
Le Pourquoi Pas ? à quai au port de Saint-Malo.